# 御長近人
御長 近人（みなが の ちかひと）は、平安時代初期から前期にかけての貴族。池田王の後裔。御長有道の子とする系図がある。官位は従五位上・越後守。

## 経歴
承和8年（841年）従五位下に叙爵し、木工頭に任ぜられる。のち、右衛門佐を経て、承和13年（846年）陸奥守、仁寿2年（852年）越前守と地方官を務める。天安3年（859年）2月に大蔵少輔に任ぜられて京官に復すが、早くも11月には従五位上・三河守に任ぜられて再び地方官に遷ると、貞観2年（860年）越後守と、仁明朝末から清和朝初頭にかけて主に地方官を歴任した。

## 官歴
『六国史』による。
- 時期不詳：正六位上
- 承和8年（841年） 正月22日：従五位下。2月6日：木工頭
- 承和12年（845年） 8月7日：右衛門佐
- 承和13年（846年） 7月27日：陸奥守
- 仁寿2年（852年） 8月7日：越前守
- 天安3年（859年） 2月13日：大蔵少輔。11月7日：三河守。11月19日：従五位上
- 貞観2年（860年） 3月20日：越後守